# تييري تشوينتي
تييري تشوينتي، لاعب كرة قدم كاميروني، لعب سابقاً في نادي الذهب السعودي.

## روابط خارجية
تييري تشوينتي على موقع قاعدة بيانات كرة القدم.إي يو (الإنجليزية)
- تييري تشوينتي على موقع Soccerway.com (الإنجليزية)